# Herbeumont
Herbeumont (en való Arbûmont) és un municipi belga de la província de Luxemburg a la regió valona. Està travessant els rius Semois i Vierre, i comprèn les localitats de Herbeumont, Saint-Médard, Straimont, Martilly, Gribomont i Menugoutte.